# 爱的教会
爱的教会（韓語：사랑의교회）是韩国首尔的一个长老会教堂。这是一个超大型教会，拥有6万多名信徒。
爱的教会由玉漢欽牧师（옥한흠）创立于1978年7月23日。1981年改为现名。该堂强调门徒训练。到2010年玉漢欽牧师去世时，该堂已有8万名在册信徒，主日出席约4万名。
2003年，吴正贤牧师接任主任牧师。